# Caowan Hu
Caowan Hu är en sjö i Kina. Den ligger i provinsen Jiangxi, i den sydöstra delen av landet, omkring 35 kilometer nordost om provinshuvudstaden Nanchang. Caowan Hu ligger 15 meter över havet. Trakten runt Caowan Hu består till största delen av jordbruksmark.
Genomsnittlig årsnederbörd är 2 373 millimeter. Den regnigaste månaden är juni, med i genomsnitt 357 mm nederbörd, och den torraste är oktober, med 36 mm nederbörd.